# Klassenkampf

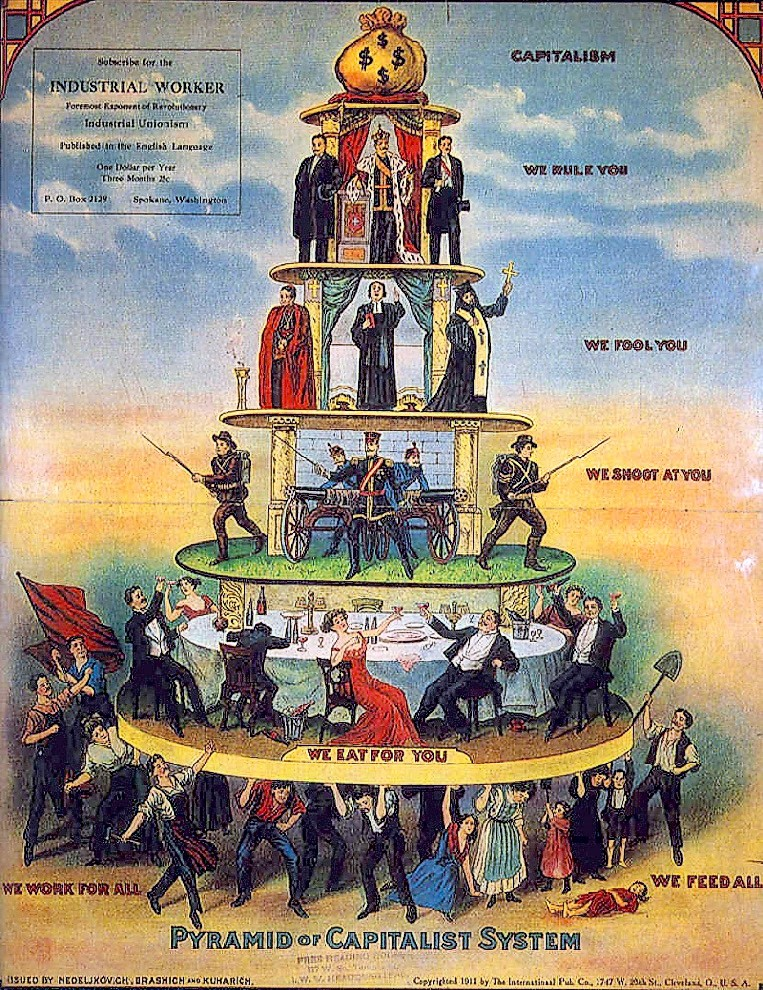
Illustration von Industrial Workers of the World (IWW): „Die Pyramide des kapitalistischen Systems“

Der Begriff Klassenkampf bezeichnet ökonomische, politische und ideologische Kämpfe zwischen gesellschaftlichen Klassen. Durch die marxistische Theorie wurde der Begriff populär. Demnach sind die Triebkräfte der bisherigen menschlichen Geschichte und speziell der Revolutionen Klassenkämpfe zwischen ausbeutenden und ausgebeuteten Klassen, deren Interessen als antagonistische interpretiert werden. Im Kampf der gesellschaftlichen Klassen manifestiert sich nach Karl Marx der Widerspruch zwischen den gesellschaftlichen Produktivkräften (dem Entwicklungsstand der Arbeitskraft, der Produktionsmittel und Produktionstechniken) und den Produktionsverhältnissen (bzw. den Eigentumsverhältnissen an den Produktionsmitteln) als Klassengegensatz. Dieser Widerspruch führe schließlich durch den Umsturz der bestehenden Klassenherrschaft eine revolutionäre Umwälzung der Produktionsverhältnisse herbei. Im Kapitalismus stehen sich die Arbeiterklasse und die Kapitalistenklasse als zentrale Klassen gegenüber. Die Revolution der Arbeiterklasse, die Marx aufgrund der krisenhaften Entwicklungsgesetze der kapitalistischen Produktionsweise erwartete, würde die Klassenherrschaft durch Aufhebung aller Klassengegensätze beenden.

## Klassenkampf nach Marx und Engels
Mit dem Satz „Die Geschichte aller bisherigen Gesellschaft ist die Geschichte von Klassenkämpfen“ eröffneten Karl Marx und Friedrich Engels – nach der kurzen Einleitung – das erste Kapitel des Manifests der Kommunistischen Partei. Ihnen zufolge ist die bisherige Geschichte der Menschheit eine Abfolge von Kämpfen unterschiedlicher Klassen gegeneinander um die Herrschaft, genauer: um die Verfügung über die Produktionsmittel in der jeweiligen Gesellschaft.
Lediglich in den (mehr deduzierten als empirisch nachgewiesenen) ursprünglichen Gemeinwesen („Urkommunismus“) mit „Stammeigentum“, gemeinsamer Produktion und Aneignung habe es noch eine klassenlose Gesellschaft gegeben. Diese beruhe darauf, dass mittels Arbeit kein nennenswertes Mehrprodukt erzeugt wurde. Alle Mitglieder der Gesellschaft mussten sich an der Produktion für das Lebensnotwendige beteiligen, so dass sich keine Klasse bilden konnte, die sich die Mehrarbeit der anderen hätte aneignen können. Alle seien in einen unmittelbaren Überlebenskampf mit der Natur verwickelt gewesen. Große Hierarchie-Unterschiede waren demnach in der frühen Gesellschaft weitgehend unbekannt.
Das Aufkommen des Klassenkampfes wird als eine Folge der sich herausbildenden Klassengesellschaft gesehen. Indem es der Gesellschaft gelang, die Produktivkräfte weiterzuentwickeln und ein den unmittelbaren Konsum (Subsistenz) übersteigendes Mehrprodukt zu schaffen, konnte dieses von einer Minderheit angeeignet und für andere Zwecke als die der unmittelbaren Bedürfnisbefriedigung genutzt werden. Daraus habe sich eine besondere Machtstellung entwickelt, die sich mehr und mehr verselbständigte. So sei die herrschende Klasse gegenüber den unmittelbar Arbeitenden entstanden. Alle Produktionsweisen, die auf den „Urkommunismus“ folgten, seien Produktionsweisen von Klassengesellschaften gewesen. Für den okzidentalen Raum haben Marx und Engels in der Deutschen Ideologie eine Periodisierung von antiker, feudaler und kapitalistischer Produktionsweise entwickelt. Später hat Marx (in den Grundrissen) sie durch die asiatische Produktionsweise ergänzt.
Nach der Vorstellung von Marx und Engels nimmt die herrschende Klasse zunächst eine produktive Funktion in der Entwicklung der Produktivkräfte ein, wird aber im weiteren Verlauf zu ihrer Fessel, so dass die historische Notwendigkeit der herrschenden Klasse in Frage gestellt wird. Die unteren Klassen empfinden die herrschende Klasse mehr und mehr als überflüssig, während diese ihre Vorrechte zu verteidigen sucht. Laut historischem Materialismus wächst die Wahrscheinlichkeit von Revolution, wenn die Entfaltung der Produktivkräfte durch die von der jeweils herrschenden Klasse bestimmten Produktionsverhältnisse behindert wird. Die Weiterentwicklung der Produktivkräfte ist der Motor, der zur Umwälzung der Produktionsverhältnisse und damit zum Sturz der herrschenden Klasse führt. Eine neue Klasse ergreift die Macht und etabliert neue Produktionsverhältnisse. Nach diesem Verständnis ist die Geschichte der Menschheit eine Geschichte aufeinanderfolgender Klassengesellschaften, deren Abfolge von den Handelnden keineswegs voll bewusst herbeigeführt wird. So schuf die Bourgeoisie die bürgerliche Gesellschaft, nachdem sie sich bereits im Schoße des Feudalismus und Absolutismus als selbständiger Handels-, Handwerker- und Advokatenstand herausgebildet hatte, indem sie die Privilegien von Adel und Klerus beseitigte. Als letzte Klassengesellschaft gilt Marx und Engels der Kapitalismus, im Verlauf dessen die Produktivkräfte soweit entwickelt werden, dass die materiellen Voraussetzungen einer klassenlosen Gesellschaft entstehen, die indessen bewusst auf revolutionärem Weg durchgesetzt werden muss.

## Begriffsgeschichte

### Vor Marx
Bereits Niccolò Machiavelli vertrat in seinen Discorsi die Auffassung, dass ein zwischen Adel und Bürgertum bestehendes Konfliktpotenzial die politische Aktivität wachhalte. Dass Henri de Saint-Simon in Briefe eines Einwohners von Genf (1802, Lettres d’un habitant de Genève) die Französische Revolution als einen Klassenkampf zwischen Adel, Bürgertum und Besitzlosen auffasste, nennt Engels „eine höchst geniale Entdeckung“. Den französischen Historiker Augustin Thierry hatte Karl Marx als den Vater des Klassenkampfes in der französischen Geschichtsschreibung bezeichnet. Auch die bürgerlichen französischen Historiker François Guizot, François-Auguste Mignet und Adolphe Thiers sahen den Klassenkampf schon als Triebkraft der gesellschaftlichen Entwicklung an.

### Marx
Marx nimmt für sich selbst lediglich in Anspruch, die Verwurzelung der sozialen Klassen in den Produktionsverhältnissen einer bestimmten Gesellschaftsformation nachgewiesen zu haben: „Was mich nun betrifft, so gebührt mir nicht das Verdienst, weder die Existenz der Klassen in der modernen Gesellschaft noch ihren Kampf unter sich entdeckt zu haben. Bürgerliche Geschichtsschreiber hatten längst vor mir die historische Entwicklung dieses Kampfes der Klassen, und bürgerliche Ökonomen die ökonomische Anatomie derselben dargestellt. Was ich neu tat, war 1. nachzuweisen, daß die Existenz der Klassen bloß an bestimmte historische Entwicklungsphasen der Produktion gebunden ist; 2. daß der Klassenkampf notwendig zur Diktatur des Proletariats führt; 3. daß diese Diktatur selbst nur den Übergang zur Aufhebung aller Klassen und zu einer klassenlosen Gesellschaft bildet.“

### 20. Jahrhundert
Der Begriff „Klassenkampf“ ging auch in den weiteren politischen und philosophischen Sprachgebrauch über. Max Weber verwendete ihn gelegentlich und nur teilweise in Anführungszeichen, daneben nutzte er die Begriffe „Ständekämpfe“ oder sprach von „Klassenrevolution“ und „Klassenhandeln […] gegen den unmittelbaren Interessengegner (Arbeiter gegen Unternehmer)“.
Ferdinand Tönnies führte 1935 in seinem Buch Geist der Neuzeit Folgendes aus:
„Darum der große und entscheidende, immer erneute Kampf in der Gesellschaft um 1. die ökonomische 2. die politische 3. die geistig moralische Macht – der immer ein ‚Klassenkampf‘, der heute am unmittelbarsten und am auffallendsten sich kundgibt als Streit zwischen Kapital und Arbeit, woran aber viele Elemente auf der einen oder anderen Seite teilhaben, die weder als Mitkämpfer des Kapitals, noch als solche der Arbeit sich wissen und kennen, und bald in das eine Lager – das des Kapitals – hineingezogen werden oder in der Meinung, dass dessen Herrschaft sich von selbst verstehe, also gerecht und billig sei, sich hineinstellen, zuweilen auch durch ihr Denken, ihre Ideen in es hineinfallen.“ (Ferdinand Tönnies)
Der Historiker Hans Mommsen nennt in seinem 1989 erschienenen Werk Die verspielte Freiheit. Aufstieg und Untergang der Weimarer Republik. den Preußenschlag von 1932 einen „Klassenkampf von oben“, vorangetragen „mit verwaltungspolitischen Mitteln“ und beruhend auf einem „Zusammenspiel zwischen hochkonservativer Kamarilla und Reichswehr auf der einen und NSDAP, SA und SS auf der anderen Seite“, worüber Goebbels am 21. Juli 1932 urteilte: „Die Roten haben ihre große Stunde verpasst. Die kommt nie wieder.“
Der französische Soziologe Michel Clouscard verwendet den Begriff Klassenkampf vor allem in seinem Buch Les Métamorphoses de la lutte des classes (1996).

### 21. Jahrhundert
Die Umverteilung der Steuerlast von oben nach unten in den letzten Jahrzehnten förderte, verbunden mit dem Regelwerk der Transferleistungen, zusätzlich die Konzentration der Nettoeinkommen. Eine OECD-Studie stellte 2011 fest, dass durch Ausweitung des Niedriglohnsektors in Deutschland die Lohnquote deutlich gesunken ist, was ebenfalls zur Erhöhung des Gini-Koeffizienten in Deutschland beitrug. Diese staatlich geförderte Umverteilung von unten nach oben bezeichnet Hans-Ulrich Wehler als einen historisch typischen Klassenkampf ohne Kollektivakteure mit einem ausgebildeten Klassenbewusstsein. Dem stehe eine auffällige Konfliktferne gegenüber, weil Probleme von Macht und Herrschaft offensichtlich kein Gegenstand der alles dominierenden neoliberalen Wirtschaftswissenschaft seien.
Auch Wilhelm Heitmeyer sieht einen „Klassenkampf von oben“ durch „eine Bürgerlichkeit, die sich bei der Beurteilung sozialer Gruppen an den Maßstäben der kapitalistischen Nützlichkeit, der Verwertbarkeit und Effizienz orientiert.“ Dadurch werden „drei Kernnormen, die eine Gesellschaft auch zusammenhalten: Solidarität, Gerechtigkeit, Fairness im Umgang miteinander“ verdrängt. Und das habe „damit zu tun, wie sich Eliten äußern, also Leute, die den Zugang haben zu den Medien, die Vervielfältiger sind von bestimmten Dingen.“ Heitmeyer konstatiert „eine Art semantischen Klassenkampf von oben gegen ‚die da unten‘“.
Der Völkerrechtler Andreas Fischer-Lescano, der im Auftrag des Europäischen Gewerkschaftsbundes ein Gutachten über die Tätigkeit der „Troika“ erstellte, sagte in einem Interview dazu: „Wir befinden uns im europaweiten Klassenkampf.“ Konkret machte er dies in den Krisenländern fest an der Aushöhlung der Tarifautonomie, Verletzungen der Menschenrechte auf Gesundheit, soziale Sicherheit und Bildung sowie der Verarmung weiter Teile der Bevölkerung durch die von der Troika diktierte Austeritätspolitik.
Im englischsprachigen Raum wird der Ausdruck class struggle (Klassenkampf) teilweise als marxistisch beschrieben und deswegen negativ bewertet; stattdessen wird das sachlicher bzw. harmloser klingende class conflict bevorzugt, jedoch neuerdings in den USA auch class warfare. So wurde dieser Begriff 2006 von Warren Buffett verwendet: „Es herrscht Klassenkrieg, richtig, aber es ist meine Klasse, die Klasse der Reichen, die Krieg führt, und wir gewinnen". Hingegen wird class warfare abwertend bzw. verniedlichend von konservativen Journalisten und Politikern für das Ansinnen Obamas benutzt, die Reichen stärker zum Abbau der Staatsverschuldung heranzuziehen, z. B. durch Andrew Napolitano (Fox News Channel) bzw. den führenden Republikaner Paul Ryan. Diesem widersprach Paul Krugman: „Nichts davon ist wahr. Im Gegenteil, es sind Leute wie Mr. Ryan, der die sehr Reichen vom Tragen der Lasten für die Sanierung unserer Staatsfinanzen ausnehmen will, die den Klassenkampf führen.“ Dann warf Ryan auch regierungsnahen Bürokraten und „Spezi-Kapitalisten“ Klassenkampf gegen alle übrigen vor.
George Soros erklärte Ryans Standpunkt als den der Hedgefonds-Manager, die es schmerze, mehr Steuern zahlen zu müssen.
Schließlich sagte Warren Buffett 2011: „Klassenkampf herrscht in den USA seit 20 Jahren, und meine Klasse hat gewonnen.“
In der New York Times vom 19. Januar 2014 äußerte Krugman, es bestehe „Abneigung gegenüber den Schlussfolgerungen aus Zahlen, die ja fast wie eine Aufforderung zum Klassenkampf aussehen – oder auch, wenn man so will, wie der Beweis dafür, dass der Klassenkampf schon voll im Gange ist, mit den Plutokraten in der Offensive“ und es sei „eine schlichte Tatsache“, dass derzeit die Grundlagen der Mittelklassengesellschaft zerstört werden. „Fast nie“ seien die Verteidiger der Ungleichheit, die „im Sold der Plutokratie“ stehen, bereit, über „das 1 Prozent oder gar über die wirklichen Gewinner zu reden.“

## Klassenkampf im Kapitalismus
Karl Marx hat die Klassenkämpfe in der Gesellschaft seiner Zeit wie folgt beschrieben: Im Kapitalismus stehen sich die Klassen der Proletarier als Besitzer von Arbeitskraft und die Kapitalisten als Besitzer der Produktionsmittel in einem antagonistischen Interessengegensatz gegenüber, der zum Klassenkampf führt.
Ausgangspunkt für den Klassenkampf im Kapitalismus ist nach Marx die Ausbeutung der Lohnarbeit durch das Kapital. Der monopolisierte Besitz an Produktionsmitteln durch die kapitalistische Klasse zwingt die eigentumslosen Proletarier unter dem „stummen Zwang der ökonomischen Verhältnisse“, sich als Lohnarbeiter zu verdingen. Sie erhalten nur einen zu ihrer Reproduktion benötigten Existenzlohn. Den von ihnen in der Produktion erzeugten und darüber hinausgehenden Wertzuwachs eignen sich die Kapitalisten als arbeitsloses Einkommen, als so genannten Mehrwert an. Das ökonomische Interesse des Kapitals besteht nun darin, den Mehrwert, das heißt die Differenz zwischen der geleisteten Arbeitszeit der Beschäftigten und der bezahlten Arbeitszeit, ständig zu erhöhen. Daraus entspringt der stetige „Heißhunger des Kapitals nach Mehrarbeit“: Zur Steigerung der Mehrwertrate wird der Arbeitslohn im Verhältnis zum Ertrag der Arbeitsleistung gesenkt.
Die einfachste Form ist dabei die Verlängerung des Arbeitstages bei gleich bleibendem Lohn (absoluter Mehrwert). Da diese an – physische und rechtliche – Schranken stößt, wird der technische Fortschritt zum Hebel des Klassenkampfes: Die Arbeit produktiver zu machen – und intensiver verausgaben zu lassen – dient der Verbilligung der Arbeitskraft (relativer Mehrwert). Der technische Fortschritt beeinflusst die Arbeit und die Produktionsverhältnisse.
Der Klassenkampf gilt den Marxisten als ökonomische und politische Widerstandsform des Proletariats. Die andere antagonistische Hauptklasse (die der Kapitalisten) befindet sich ebenfalls im Klassenkampf. Sie versucht, die Kampfbedingungen des Proletariats einzuschränken (z. B. durch Streikverbot). Während der „Klassenkampf von unten“ von links offen propagiert und von rechts angegriffen wird, ist Klassenkampf von oben seit jeher stillschweigend und selbstverständlich akzeptiert. Das wusste nicht nur Karl Marx, sondern sogar schon Adam Smith: „Leute von demselben Gewerbe kommen selten auch nur zu Lustbarkeiten oder Zerstreuungen zusammen, ohne dass ihre Unterhaltung mit einer Verschwörung gegen das Publikum oder einem Plane zur Erhöhung der Preise endigt.“ und daran hat sich bis heute nichts geändert: „Da das Kräfteverhältnis der Klassen grundsätzlich asymmetrisch zugunsten des Kapitals strukturiert ist, erscheint die Macht des Kapitals als ›normal‹ und ihr Einsatz als Klassenkampf (›von oben‹) wird regelmäßig nicht oder kaum wahrgenommen, während die Aktualisierung der ›Macht der Arbeit‹ ebenso regelmäßig offen als Klassenkampf (›von unten‹) erscheint." So können auch die Steuer-, Bildungs- und Sozialpolitik des Staates als Instrumente des Klassenkampfs von oben eingesetzt werden, wie z. B. in den USA, wo die Steuern für die Reichsten jahrzehntelang kontinuierlich gesenkt wurden.
Neben den Hauptklassen gibt es noch weitere Klassen, Nebenklassen, Berufsstände oder Schichten (z. B. Kleinbürgertum, Bauern, Beamtenschaft, Akademiker), die Bündnispartner einer der beiden antagonistischen Hauptklassen werden können. Eine besonders wichtige Rolle bei der Bildung des gesellschaftlichen Bewusstseins unter den Bedingungen einer Demokratie kann der ideologische und politische Einfluss auf nicht unbedingt den Hauptklassen angehörende Multiplikatoren (Intellektuelle, Lehrer, Journalisten, Politiker usw.) und auf Institutionen (Medien, Schulen, Hochschulen usw.) sowie Organisationen (z. B. Parteien) durch eine der Hauptklassen oder ihre Interessenvertretungen (Gewerkschaften bzw. Unternehmerverbände) spielen.

## Klassenkampf als Triebfeder der gesellschaftlichen Entwicklung
Siehe ausführlich in Historischer Materialismus.
Der französische Soziologe Raymond Boudon wirft den marxistischen Soziologen einen überzogenen Anspruch vor: Sie besäßen zwar die beste bzw. glaubwürdigste Theorie, um soziale Prozesse der Transformation zu erklären. Er hält ihnen aber elementare Beispiele für alternative Erklärungen entgegen.

## Streikbewegungen, Aufstände und Revolutionen (Chronologie)
Die nachfolgende Aufzählung enthält eine Auswahl von manifesten gesellschaftlichen Auseinandersetzungen zwischen Gruppierungen mit gegensätzlichen Interessen, die zum Teil schon in klassischen marxistischen Texten als exemplarische Klassenkämpfe interpretiert wurden, ohne dass diese Interpretation vom Mainstream der historischen Forschung geteilt wird.

### Frühe Neuzeit
- Frühbürgerliche Revolution
  - Reformation und Deutscher Bauernkrieg ab 1524[45][46][47]
  - Niederländischer Aufstand
  - Englischer Bürgerkrieg
- 1744 Weberaufstand (révolte des Canuts) in Lyon[48]
- 1775 Mehlkrieg (guerre des farines)[49]
- 1785/6, 1793 und 1798 Weberaufstände in Schlesien[50]

### Moderne
- Französische Revolution ab 1789[51]
- Aufstand der Seidenweber in Lyon 1831 – gilt häufig als Beginn der modernen Arbeiterbewegung
- Chartistenbewegung in England 1838–1848[52]
- 1844 Weberaufstand in Schlesien[53]
- 1848 Märzrevolution in Deutschland und weitere Revolutionen in Europa[54][55][56][57]
- 1871 Pariser Kommune[58]
- 1905 Gescheiterte Revolution in Russland
- 1917 Februarrevolution in Russland
- 1917 Oktoberrevolution in Russland
- 1918/19 Novemberrevolution in Deutschland/Spartakusaufstand/Rätebewegung
- 1919/20 Fabrikbesetzungen und Arbeiterräte in Italien
- 1919 Aufstand in der französischen Schwarzmeerflotte
- 1920 Kapp-Putsch und Ruhraufstand
- 1968 Mai 1968 in Frankreich
- 1974 Nelkenrevolution[59]

## Klassenkampf als Kategorie der Gegenwartsanalyse

### Michel Clouscard
In seiner Untersuchung der Anthropologie des Kapitalismus zeigte der französische Soziologe Michel Clouscard, wie sich der Klassenkampf durch die Integration der neuen Mittelschicht wandelt, indem eine neue Mittelschicht – nicht Proletarier, nicht Bourgeoisie – mit unbestimmter Funktion entsteht, die der Dialektik des Frivolen und des Ernsthaften unterzogen sei. Dies ersetze den frontalen Zusammenprall Bourgeoisie/Proletariat. Daraus entstehe eine „kapitalistische Zivilisation“, weil sie die „erste hedonistische Gesellschaft der Geschichte“ sei, die aber die augenscheinlichsten Aufspaltungen der Gesellschaft aufrechterhält. In der Fortsetzung seiner Kritik Husserls und Sartres bezeichnet Michel Clouscard die Ideen der Freudo-Marxisten (Marcuse, Deleuze usw.) als einen „libertären Liberalismus“, der die Ausbeutung der Arbeiter durch den Konsum des „Frivolen“ verschleiere: „Mai 68, die perfekte liberale Konter-Revolution der Moderne, die das ‚neue Reaktionäre‘ verdeckt.“

### Klaus Dörre
Klaus Dörre verwendet zur Kennzeichnung der neoliberalistischen, der wirtschaftlichen Expansion dienenden Kommodifizierungs- und Privatisierungspolitik, den Begriff Landnahme. Er geht davon aus, dass Landnahme „Expansion der kapitalistischen Produktionsweise nach innen und außen“ bedeutet, und beruft sich dabei auf Rosa Luxemburgs These, dass im „inneren Verkehr“ nur begrenzte Wertteile des gesellschaftlichen Gesamtprodukts realisiert werden können. Dies zwinge expandierende Unternehmen dazu, Teile des Mehrwerts „auswärts“ zu realisieren. Dörre betont, Landnahmen „sind immer auch politische, auf Staatsintervention beruhende Prozesse“. Transformationskrisen eigneten „sich hervorragend, um die Marktvergesellschaftung einzuhegen, indem politische Anlagefelder der Verwertung entzogen und qua Staatsintervention in öffentliche Güter verwandelt werden. Auf diese Weise entsteht für die molekularen einzelkapitalistischen Operationen ein ‚Außen‘“. Finanzkrisen gehören „zum Modus operandi der neuen Landnahme“ und „sekundäre Ausbeutung“ bedeute einen „Reservearmee-Mechanismus“. Von sekundärer Ausbeutung könne „immer dann gesprochen werden, wenn symbolische Formen und staatlich-politischer Zwang eingesetzt werden, um eine Innen-Außen-Differenz mit dem Ziel zu konservieren, die Arbeitskraft bestimmter sozialer Gruppen unter ihren Wert zu drücken oder diese Gruppen aus dem eigentlichen kapitalistischen Ausbeutungsverhältnis auszuschließen.“ Für diese Form von Überausbeutung eignen sich besonders Frauen, Migranten und vor allem Migrantinnen. Dies sieht auch Ceren Türkmen so. Dörre konstatiert ferner, dass Rendite und Gewinn nicht mehr als Resultat wirtschaftlicher Leistungen, sondern als deren Voraussetzung erscheinen und das Marktrisiko vor allem die Beschäftigten zu tragen haben. Das Ziel der Projekte besteht in der Umverteilung von unten nach oben, […] Ihre Hebel, Rendite- und Gewinnziele in Größenordnungen, die realwirtschaftlich gar nicht realisierbar sind, lösen dann einen strukturellen Zwang zur Umverteilung von Einkommen und Vermögen in diesem „Kasino-Kapitalismus“ aus. Staatliche Politik flankiert diese Kapitalakkumulation mit Maßnahmen, die „auf eine Beschneidung, mitunter gar auf eine ‚Enteignung‘ des Sozialeigentums großer Gruppen abhängig Beschäftigter hinauslaufen“. Das führt zur „Durchsetzung einer flexibel-marktzentrischen Produktionsweise, deren Funktionsfähigkeit wesentlich auf einer Wiederbelebung des Reservearmeemechanismus beruht,“ der, „verbunden mit staatlichem Druck und sozialer Disziplinierung, […] in flexible Produktionsformen zwingt.“
Neuerdings stellt Dörre fest, „dass sich der alte industrielle Klassen- unwiderruflich in einen sozialökologischen Transformationskonflikt verwandelt hat.“

### Hanns Wienold
Typisch für kapitalistische Unternehmen ist ihre rechtliche Verselbständigung als „juristische Person“ ohne moralische Verantwortlichkeit. Ideologen und Praktiker des Neoliberalismus erheben Forderung nach bedingungsloser Umsetzung des „Eigentümerwillens“ in der Maximierung des shareholder value.
„In diesen Prozessen erhalten das blinde Kapital und sein zielloser Vermehrungstrieb die notwendige Konkretisierung.“
„Als Unternehmer ist der Bourgeois Individualist, als Agent oder Personifikation des Kapitals wird er zum Klassenmenschen.“ Und die Bourgeoisie bildet sich so als Klasse im „Kampf um das Surplusprodukt“. Mit dem Handel mit Aktien, Staatsanleihen und den neuen „Derivativen“ entstand eine eigene Anlagesphäre des Kapitals, ein expandierender Finanzmarkt-Kapitalismus. Die Aktie scheint nun Kapital in den Händen des Aktienbesitzers zu sein. Dieses „fiktive Kapital“ wird zu einer durch und durch spekulativen Größe. Auch die Bourgeoisie ist in Fraktionen gegliedert: fungierende Eigentümer („Mittelstand“), Manager und Rentiers; außerdem hat sich eine Elite der Bourgeoisie herausgebildet.
Leslie Sklair sieht mit der Zunahme der Schicht von Managern der Transnationalen Konzerne eine Transnationale Bourgeoisie unmittelbar gegeben und als einigende Bande: Lebensstil und Verherrlichung des Konsums (consumerism), best practices und benchmarking sowie die Auseinandersetzung mit moralisch-ökologischen Prinzipien und Forderungen.

### Nicos Poulantzas
Klassenverhältnisse sind vor allem auch macht- und herrschaftstheoretisch von Bedeutung. Aber ähnlich wie in der Soziologie wurde es auch in den Politikwissenschaften in den 1990er Jahren ruhig um den Begriff. Für Nicos Poulantzas gibt es eine Unzahl versteckter Formen von Auseinandersetzungen, bei denen es letztlich immer um den im Produktionsprozess erzielten Mehrwert geht. Klasseninteressen sind nicht a priori bestimmbar, vielmehr ist diese Bestimmung schon Teil und Ergebnis von Kämpfen. Wie Klassenkämpfe geführt werden und in welche Richtung sie drängen, lässt sich nicht vorhersagen.
„Der ökonomische Prozess ist Klassenkampf und schließt damit Machtbeziehungen ein […]. Diese Machtbeziehungen sind insofern spezifischer Natur, als sie mit der Ausbeutung verknüpft sind […].“
Die transnationale kapitalistische Klasse arbeitet „in […] internationalen Organisationen der UN sowie transnationalen Organisationen wie etwa Bilderberg Group, Trilaterale Kommission und International Industrial Conference“.
Von Interesse müssen hier auch die Versuche von Schaffung transnationaler „privater Autoritäten“ sein, wie sie im Bereich von Rating-Agenturen zu beobachten sind.
William I. Robinson spricht in diesem Zusammenhang von entstehenden transnationalen Staatsapparaten und einem transnationalen Staat. Zu diesem netzwerkartigen Staat gehören alle wichtigen inter- und transnationalen Organisationen (UNO, WTO, IWF, G 7/8, EU, OECD usw.).